# Macunaíma (filme)
Macunaíma é um filme brasileiro, de 1969, do gênero comédia e fantasia, escrito e dirigido por Joaquim Pedro de Andrade e baseado na obra homônima de Mário de Andrade. Conta com Paulo José, Dina Sfat, Jardel Filho, Milton Gonçalves e Grande Otelo nos papéis principais. O filme segue a história de Macunaíma, um anti-herói preguiçoso, descrito como "herói da nessa gente", "herói sem nenhum caráter", e ainda "representante do povo brasileiro", um indígena que nasce negro e já adulto (Grande Otelo) em meio à selva amazônica, torna-se branco (Paulo José) e vai para a cidade grande, conhecendo prostitutas, guerrilheiros e enfrentando vários tipos de inimigo que encontra pelo caminho.
Em novembro de 2015, o filme entrou na lista da Associação Brasileira de Críticos de Cinema (Abraccine) dos 100 melhores filmes brasileiros de todos os tempos.

## Enredo
O filme inicia-se com o nascimento do ameríndio Macunaíma (Grande Otelo), num lugar chamado "Pai da Tocandeira", como diz o narrador em voice over, localizado na mata virgem à beira do Rio Uraricoera. Ele vivia com seus irmãos Jiguê (Milton Gonçalves) e Maanape (Rodolfo Arena), além de sua cunhada Sofará (Joana Fomm) e sua velha mãe rabugenta (Paulo José). Apesar de já ter nascido num corpo adulto, Macunaíma foi uma criança extremamente levada. Dava em cima de sua cunhada, com a qual acaba por dormir e urinava na rede quando ia dormir, molhando sua mãe que dormia na rede de baixo. Nos primeiros seis anos de vida, Macunaíma, de tão preguiçoso, não falava, passava o tempo decepando saúvas, até que, pela primeira vez, resolveu falar suas primeiras palavras: "aí, que preguiça".
Após uma enchente, a família ficou sem ter o que comer. Macunaíma tinha vários cachos de banana escondidos, mas como não quis dividir o alimento com seus irmãos e, ainda por cima, fez piada com a magreza de Maanape, sua mãe decide expulsá-lo da tribo e o manda embora. Perdido na floresta, Macunaíma passa a buscar o caminho de casa e, nesse processo, vive algumas aventuras, como o encontro com o Curupira, que tenta devorá-lo. Consegue escapar, chegando à casa de uma velhinha chamada Cotia, que lhe mostra o caminho de volta para a tribo. Logo após seu retorno, sua mãe morre e ele parte, em errância, com seus irmãos e sua nova cunhada, Iriqui. Logo encontram uma nascente de água mágica, na qual Macunaíma, que nascera negro retinto, entra debaixo dela e fica branco, louro e de olhos azuis (também Paulo José). Jiguê, igualmente negro, tenta entrar debaixo da fonte, mas a água para antes que ele a alcance, e ele só consegue embranquecer a sola dos pés e das mãos. Imediatamente, Iriqui passa a ignorar Jiguê e fica sempre junto de Macunaíma.
Em seguida, a família entra em um pau de arara e vai parar na cidade grande. Logo que chegam, é dito em narração que Iriqui foi trabalhar em uma casa de moças, no mangue, desaparecendo do filme. Macunaíma fica atordoado com a cidade, seu agitação e a quantidade de máquinas. Enquanto passeiam, os três irmãos deparam-se com a guerrilheira Ci escapando de uma kombi que, se presume, pertence às forças repressivas do ditadura militar que comandava o país à época. Atraído pela beleza da "subversiva", Macunaíma a persegue e os dois acabam por fazer amor em um estacionamento. Depois disso, vão viver juntos, na Casa de Ci e acabam tendo um filho negro (também Grande Otelo), embora ambos sejam brancos. Pouco depois do seu nascimento, contudo, mãe e filho morrem, vitimados por uma explosão armada pelos inimigos de Ci.
Deprimido, o "herói de nossa gente" fica bêbado e vai parar sob a sombra de um coqueiro, numa ilha, sobre o qual está pousado um urubu, que defeca sobre ele. A partir desse momento, Macunaíma muda suas vestimentas, passando a vestir-se de forma compatível com o movimento hippie, em voga na época, e acaba resgatado da ilha por três moças numa jangada. Vivendo agora, no que parece ser um cabaré, com seus irmãos e algumas prostitutas, Macunaíma lê num jornal que o industrial estrangeiro Venceslau Pietro Pietra (Jardel Filho), também conhecido como "gigante devorador de gente", está sob posse do muiraquitã, uma pedra mágica que Ci usava como amuleto de proteção e que desapareceu após sua morte. Esta pedra dá sorte e, com ela, o industrial ficou ainda mais poderoso. Macunaíma decide recuperar o amuleto e, para isso, traça estratégias, dentre elas, visitar Venceslau vestido de francesa. Não funcionando a tática, Macunaíma vai a uma pombagira e diz a uma entidade que "queria dar muito" no seu rival. Batendo na pessoa que incorpora a entidade, Macunaíma consegue atingir seu inimigo, que fica muito ferido.
Após viver mais algumas aventuras na cidade, Macunaíma é convidado pelo seu rival a uma feijoada. Lá, há uma piscina com água fervente e o anfitrião sorteia convidados para serem jogados na água dessa feijoada humana. Macunaíma acaba por conseguir jogar Venceslau dentro da água. Vencido o inimigo, resolve abandonar a cidade e  voltar com os irmãos para o Pai da Tocandeira, levando diversos elementos da metrópole consigo, entre eles uma guitarra elétrica e uma moça chamada Princesa.
Ao voltar à antiga maloca, os irmãos deparam-se com um cenário decadente e sem comida. Macunaíma, preguiçoso, não ajuda na busca por alimentos, e seus irmãos acabam por abandoná-lo. A única companhia que consegue é a de um papagaio que passava por ali, contando a ele suas aventuras já vividas. Certo dia, Macunaíma, sentindo-se solitário e sem nenhuma fêmea para "brincar", vai até um rio parar tentar relaxar. Lá avista uma linda moça nua nas águas; mas era Uiara, a "comedora de gente". O herói se atira na água e acaba devorado pela sereia amazônica. O filme termina com borbulhas de sangue subindo à superfície ao som da canção "Desfile aos Heróis do Brasil", de Heitor Villa-Lobos, que também abrira o filme.

## Temas e análises
De acordo com Heloísa Buarque de Hollanda, "Há uma tendência geral que identifica a retórica do filme à corrente tropicalista", embora, segundo a autora, o diretor do filme negue, por meio da seguinte frase, que cita: "Macunaíma mostra que o balão inchado e colorido do tropicalismo estava furado mesmo e tinha que se esvaziar, do mesmo jeito que Macunaíma, personagem, festeja muito, mas acaba sendo comido pelo Brasil". A despeito disso, o filme parece ter sido mesmo recebido como uma grande obra do tropicalismo, havendo diversos artigos nesse sentido. Cite-se, a título de exemplo, o artigo "Antropofagia e tropicalismo no cinema brasileiro: reflexões propostas a partir do filme macunaíma", de Wallace Andrioli Guedes.
No filme, ao contrário do livro, o protagonista não tem poderes mágicos. "A opção pela suspensão do aspecto mágico se confirma. Macunaíma não transporta magicamente a mãe para o outro lado do brejo: esconde comidas gostosas num esconderijo bem disfarçado. Não cresce igualado pela cutia: ganha de uma velhinha da roça roupas de adulto – ´vou te dar uma roupa de acordo com seu bestunto`. A suspensão da magia é importante no sentido de reduzir a história de Macunaíma, suas idas, suas vindas, à dimensão do real, crônica tragicômica e anti-heróica".
O Macunaíma do filme representa o típico brasileiro, que acaba sendo devorado pelo sistema (à época, apesar do autoritarismo, muitos brasileiros eram tragados pelas "maravilhas" do milagre econômico). Como afirma Heloísa Buarque de Hollanda: "Em Macunaíma, segundo Joaquim Pedro, tem-se a estória de um brasileiro que foi ´comido` pelo Brasil. Isto é, pelas relações de trabalho, pelas relações sociais e econômicas que ainda são basicamente antropofágicas. Resumido, Joaquim afirma ser o seu Macunaíma um filme sobre consumo".
No embate contra o industrial Venceslau Pietro Pietra, Macunaíma, um índio, claramente representa os valores autóctones contra o sistema. Na cena da feijoada, na casa de Venceslau Pietro Pietra, Macunaíma, vestido com as cores coeca nacional, vai ao cascao do gigante. Lá, consegue recuperar a muiraquitã e derrubar Venceslau Pietro Pietra na água fervente em que era preparada uma feijoada de carne humana. Macunaíma acredita-se vitorioso sobre o sistema e, desse modo, apodera-se de bens de consumo, como troféus, sendo, contudo, justamente por isso derrotado pelo capital, que o assimila. Macunaíma era um resistente que tentava devorar quem o devorava, mas acaba sendo absorvido. Nesse sentido, afirma o próprio diretor do filme: "Há novos heróis. Eles tentam devorar quem os devora. Mas os contestadores são industrializados pelos órgãos de divulgação e passam a ser consumidos, isto é, comidos, como todos aqueles que aceitam. Enfim, quem pode come o outro. Macunaíma é um sujeito que foi comido pelo Brasil (...)". Talvez por isso, depois da vitória sobre o industrial, o protagonista apareça com roupa estilo country americano, carregando diversos bens, e com “a moça chamada Princesa, que era bem elegante”, como diz o narrador em voice over. Macunaíma, portanto, não é ainda o herói moderno nacional, pois a ele falta, segundo o diretor do filme, "uma visão mais geral, mais ambiciosa e mais consciente. Ela dá sempre os seus golpes com objetivo limitado, pessoal, individualista (...). O herói moderno, para mim, é uma espécie de encarnação nacional, cujo destino se confunde com o próprio destino de seu povo. Uma das suas características fundamentais é a consciência coletiva. Ao contrário de Macunaíma, ele terá de encarnar um ser moral, no sentido de estar possuído por toda uma ética social".

## Elenco
- Paulo José....Macunaíma Branco/Mãe de Macunaíma
- Grande Otelo....Macunaíma Negro/Filho de Macunaíma
- Dina Sfat....Ci
- Milton Gonçalves....Jiguê
- Jardel Filho....Venceslau Pietro Pietra/Gigante Piaimã
- Rodolfo Arena....Maanape
- Joana Fomm....Sofará
- Maria do Rosário Nascimento e Silva....Iriqui
- Wilza Carla....Gorda
- Myriam Muniz....Ceiuci/Caapora Mãe
- Edy Siqueira....Filhinha
- Carmem Palhares....Filhona
- Maria Lúcia Dahl....Uiara
- Rafael de Carvalho....Curupira
- Hugo Carvana....Vigarista, dono do pato
- Zezé Macedo....Magra, a mulher do barco
- Nazareth Ohana....Cotia
- Carolina Whitaker....Princesa
- Maria Lúcia Pellegrino....Copeirinha de Venceslau

## Principais prêmios e indicações
Festival de Brasília 1969
- Venceu nas categorias de melhor ator (Grande Otelo), cenografia e figurinos (Anísio Medeiros), roteiro (Joaquim Pedro de Andrade) e ator coadjuvante (Jardel Filho).

Festival Internacional de Mar del Plata 1970 (Argentina)
- Venceu na categoria de melhor filme.